# Tutmosis (príncipe)

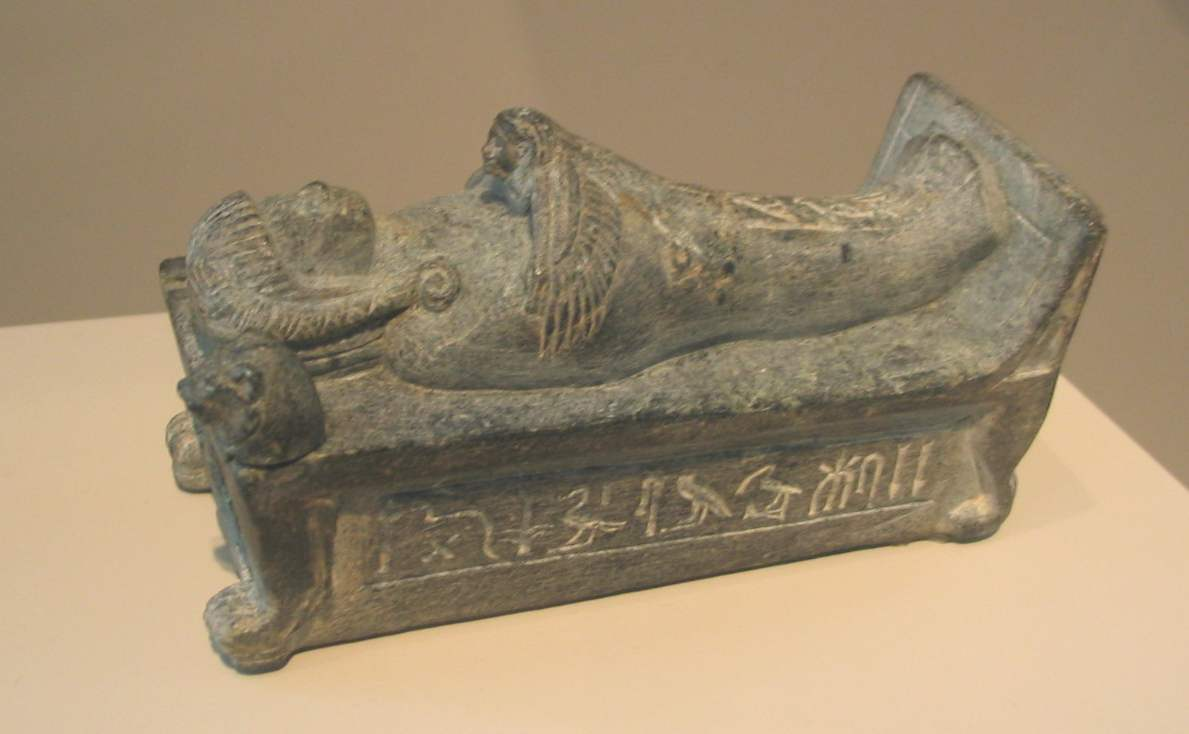
Estatuilla momiforme del príncipe Tutmosis.

Thutmose (o, más exactamente, Djhutmose; en griego, Tutmosis) fue el hijo mayor del faraón Amenhotep III y la reina Tiye, que vivió durante la decimoctava dinastía de Egipto. Su muerte conduciría al reinado de Akenatón, su hermano más joven— como el siguiente sucesor al trono egipcio— y las intrigas que desembocaron en Ramsés II, tras el inicio y fracaso del Atonismo, las Cartas de Amarna, y el cambio de poder en el reino.

## Vida

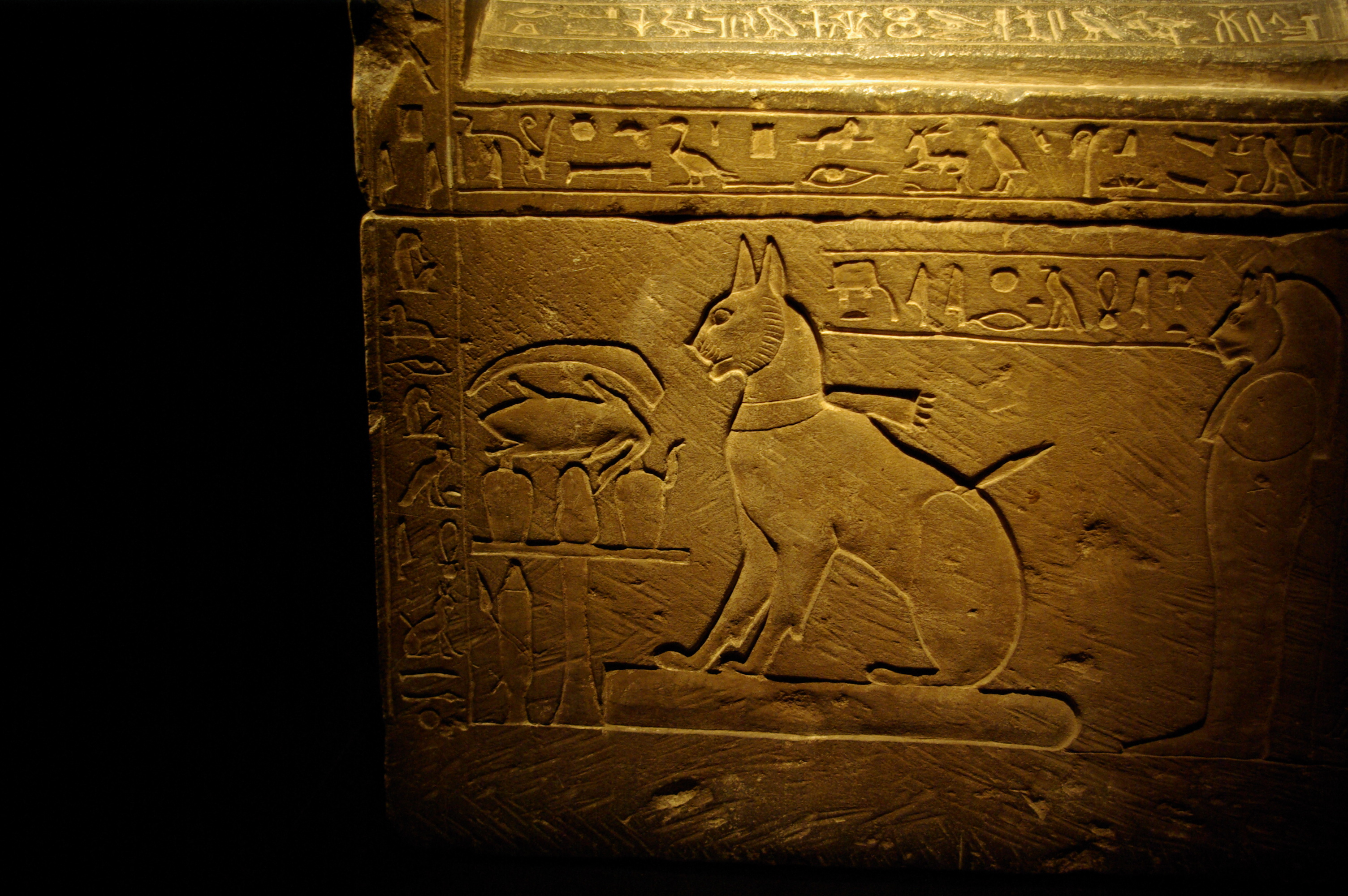
Sarcófago de la gata del príncipe Thutmose, Ta-miu.

El príncipe Thutmose sirvió como sacerdote de Ptah en Menfis. Sus títulos reales aparecen inscritos en el sarcófago de su gata mascota: "Príncipe de la Corona, Supervisor de los Sacerdotes del Alto y Bajo Egipto, Sumo Sacerdote de Ptah en Menfis y Sacerdote-Sem [de Ptah]." Una pequeña estatuilla de esquisto del príncipe como molinero está en el Museo del Louvre "mientras una figura de esquisto momiforme acostada [del príncipe] está en Berlín." El príncipe Thutmose es sobre todo recordado por el sarcófago de caliza de su gata, Ta-miu (La gata), ahora en el Museo Egipcio de El Cairo. La estatuilla de esquisto de Tutmosis está inscrita por tres lados con este texto:
"(derecha)...El hijo del rey el sacerdote sem Djhutmose; (izquierda) soy el sirviente de este dios noble, su molinero; (frente) Incienso para la Enéada de la necrópolis occidental."
El sarcófago de la gata del príncipe establece concluyentemente que es el hijo mayor de Amenhotep III, ya que proporciona su título entonces actual de 'Príncipe de la Corona.' Thutmose es también mencionado en un total de siete pares de jarrones de calcita y cerámica en el Louvre.
El príncipe Thutmose desaparece de los registros públicos y parece haber muerto en algún momento al inicio de la tercera década del reinado de Amenhotep III, bastante tarde. En su lugar, su hermano más joven Amenhotep IV, más conocido como Akenatón, accederá al trono.

## La estatuilla de esquisto momiforme
| T3 | I10 · Z9 | M23 | G39 | Z1 | \| \| | S29 | G17 | G26 | F31 | S29 | P8 | P11 |
|    |          |     |     |    |       |     |     |     |     |     |    |     |

|  |